# Haysi Fantayzee
A Haysi Fantayzee egy angol  popegyüttes volt, amely az 1980-as évek elején létezett néhány évig. Kislemezen megjelent slágereik: Holy Joe; John Wayne Is Big Leggy; Shiny Shiny; Sister Friction. Mindössze egy nagylemezt készítettek Battle Hymns for Children Singing címmel.

## A tagok
- Jeremy Healy (* 1962. január 18.)
- Kate Garner (* 1954. július 9.)
- Paul Caplin (* 1954. december 31.)

## Karriertörténet
A Haysi Fantayzee 1981-ben alakult. Kate Garner énekesnő és akkori barátja, Paul Caplin szövegíró-producer eredetileg közösen akartak volna fellépni, amikor találkoztak a 19 esztendős Jeremy Healyvel, akinek Jeremiah volt a beceneve. Garner és Caplin úgy döntöttek, hogy inkább a csinos Kate és az érdekes megjelenésű Jeremy legyen a Haysi Fantayzee arca, Paul pedig maradjon a háttérben. Mivel az együttes a videokorszak beköszöntével jelentkezett a popzenében, így természetesen sikereikben jelentős szerep jutott a videóklipeknek. Olyannyira, hogy a bevált gyakorlattal ellentétben nem demóval, hanem egy videóklippel házaltak a lemezcégeknél, és igen hamar szerződést is kaptak. Az 1980-as évek elejének számos új popsztárjához (például Toto Coelo, Bow Wow Wow, Bananarama stb.) hasonlóan ők is csak a külsejükben voltak új hullámosak, zenéjük inkább a pop műfajt képviselte. Imázsukat (rasztafrizura, smink, öltözék) alapvetően Kate találta ki, méghozzá úgy, hogy Jeremy tulajdonképpen úgy nézett ki, mint az ő torz tükörképe.
Felvételeiket a fülbemászó dallamok és a provokatív, (fekete) humorral átszőtt szövegek jellemezték. A John Wayne Is Big Leggy című slágerben a westernfilmek legendás színészét, John Wayne-t figurázták ki, aki a szöveg szerint még akkor sem csatolta le oldaláról a pisztolytáskát, amikor egy bennszülött nővel szerelmeskedett. Az 1982-ben megjelent kislemez nagy siker volt Európában, akárcsak a következő évben megjelentetett Shiny Shiny, ami egy vidám dal az apokalipszisről. 1983-ban jelent meg a Haysi Fantayzee első és egyetlen albuma, a Battle Hymns for Children Singing. Jeremy azt állította, hogy a címet akkor improvizálta, amikor egy sajtótájékoztatón az újságírók arról faggatták őket, hogy mi lesz a debütáló albumuk címe. A nagylemezen természetesen helyet kaptak addig megjelent dalaik is, a Sister Friction pedig az új kislemezre került rá. Noha az együttes szekere ekkor indult be igazán, a csapat mégis rövidesen feloszlott. Kate Garner ezt később azzal magyarázta, hogy túl korán, túl gyorsan jött a siker, hiszen mindjárt első kislemezükkel, a Holy Joe-val bekerültek a Top 10-be.
A feloszlás után Kate szólóban próbálkozott, Love Me Like a Rocket címmel kislemeze jelent meg. Szerepelt a Eurythmics Who’s That Girl című dalának videóklipjében is. Mivel szólistaként nem lett igazán sikeres, másik pályát választott magának. Los Angelesbe ment, ahol zenészeket és más hírességeket kezdett fényképezni. Sinéad O’Connorról készült fotója rákerült az énekesnő The Lion and the Cobra című 1987-es bemutatkozó albumának borítójára. Néhány híresség, akiket még lefotózott: Björk, Boy George, Milla Jovovich, David Bowie, PJ Harvey, Cristy Turlington, Naomi Campbell, Tyson Beckford, Carmen Kass, Kate Moss.  Képeit olyan magazinok közölték, mint a Face, az Elle és a People.
Jeremy Healy ugyancsak megpróbált a popszakmában maradni, és csatlakozott a Bonaventura együtteshez, amely azonban szintén nem volt hosszú életű.  Ezután reklámzenéket írt a Pepsi és a Kodak számára. Később lemezlovas lett, és mixeket készített többek között korábbi iskolatársa, Boy George számára. Caplin a Haysi Fantayzee után a Marilyn nevű énekest menedzselte, aki női neve ellenére fiú volt, külseje és zenéje viszont erősen emlékeztetett a megszűnt duóra. Az új évezredben a Caplin Systems internetes szoftvercéget üzemelteti.

## Diszkográfia

### Kislemezek, maxik
- 1982 Holy Joe / Okay Big Daddy
- 1982 Holy Joe (remix) / Holy Joe / Okay Big Daddy
- 1982 John Wayne Is Big Leggy / Sabres of Paradise
- 1982 John Wayne Is Big Leggy (Groovy Long Version) / Sabres of Paradise / John Wayne Is Big Leggy
- 1983 Shiny Shiny / Holy Joe
- 1983 Shiny Shiny / Shiny Shiny (Bon Temps)
- 1983 Shiny Shiny (Dance) / Shiny Shiny / Shiny Shiny (Bon Temps)
- 1983 Sister Friction (remix) / Jimmy Jive /  Here Comes the Beast

### Album
- 1983 Battle Hymns for Children Singing

## Külső hivatkozások
- Angol nyelven az együttesről
- Angol nyelvű oldal
- Angol nyelvű rajongói oldal
- Videó: John Wayne Is Big Leggy
- Videó: Shiny Shiny